# Seznam politických sebeupálení
Toto je seznam významných sebeupálení provedených z politických důvodů. Nepolitická sebeupálení nejsou v seznamu zahrnuta.

## Seznam

### Před rokem 1900
| Datum | Jméno                                   | Věk | Stát                     | Protest                             | Poznámky a odkazy |
| ----- | --------------------------------------- | --- | ------------------------ | ----------------------------------- | --- |
| 396   | Fayu                                    | 45  | Čínské císařství (dnes ) | –                                   | |
| 577   | Pět nejmenovaných buddhistických mnichů | –   | Severní Čou (dnes )      | Pronásledování buddhismu císařem Wu | |
| 1780  | Kuyili (První sebevražedný atentátník)  | –   | Sivaganga (dnes )        | Proti britské říši                  | Potřela se přepuštěným máslem, zapálila se a skočila do britského muničního skladu, aby zajistila vítězství pro Velu Nachiyar |

### 40. léta 20. století
| Datum | Jméno    | Věk | Stát | Protest                                                                  | Poznámky a odkazy |
| ----- | -------- | --- | ---- | ------------------------------------------------------------------------ | --- |
| 1948  | Kuo-shun | –   | Čína | Pronásledování buddhistů a ničení posvátných předmětů vládou Mao Ce-tung | Buddhistická mnich z Vietnamu. Ve městě Charbin se usadil do lotosové pozice na hromadu pilin a sojového oleje a zapálil se. |

### 50. léta 20. století
| Datum            | Jméno     | Věk | Stát    | Protest                                         | Poznámky a odkazy |
| ---------------- | --------- | --- | ------- | ----------------------------------------------- | --- |
| 8. prosince 1959 | Poh Kwong | –   | Thajsko | Ztráta peněz určených na stavbu nové nemocnice. | Buddhistický mnich z Číny. V Bangkoku seděl na pětimetrové hranici a pokusil se sebeupálit, než byl zastaven policií. |

### 60. léta 20. století
| Datum           | Jméno              | Věk   | Stát          | Protest                           | Poznámky a odkazy |
| --------------- | ------------------ | ----- | ------------- | --------------------------------- | --- |
| 11. června 1963 | Thích Quảng Đức    | 66    | Jižní Vietnam | Protest během buddhistické krize. | První z řady podobných. |
| 4. srpna 1963   | Thích Mguyen Huong | 20-29 | Jižní Vietnam | Protest během buddhistické krize. | Buddhistický mnich. Sebeupálení v centru města Phan Thiết. Vojáci odstranili jeho tělo dříve, než ho mohli získat jiní mniši. |
| 13. srpna 1963  | Thích Thanh Tuck   | 17    | Jižní Vietnam | Protest během buddhistické krize. | Buddhistický mnih - novic |
| 15. srpna 1963  | Dieti Quảng        | –     | Jižní Vietnam | Protest během buddhistické krize. | Buddhistická jeptiška. Sebeupálení na nádvoří Tu Dam Pagoda v Hue.                                                            |
| 16. srpen 1963  | Thích Tieu         | 71    | Jižní Vietnam | Protest během buddhistické krize. | Buddhistický mnich. Namočil své roucho do benzínu a sebeupálil se na nádvoří pagody Từ Đàm v Huế.                             |